# Macrodactylus thoracicus
Macrodactylus thoracicus är en skalbaggsart som beskrevs av Kirsch 1885. Macrodactylus thoracicus ingår i släktet Macrodactylus och familjen Melolonthidae. Inga underarter finns listade i Catalogue of Life.